# Senhora (telenovela)
Senhora é uma telenovela brasileira produzida e exibida pela TV Globo de 30 de junho a 17 de outubro de 1975, em 80 capítulos. Substituiu O Noviço e foi substituída por A Moreninha, sendo a 6ª "novela das seis" exibida pela emissora.  
É uma adaptação do romance homônimo, de José de Alencar, sendo adaptada por Gilberto Braga com direção de Herval Rossano. Foi a primeira novela global em cores no horário das 18h. 
Conta com Norma Blum, Cláudio Marzo, Fátima Freire, Alberto Pérez, Zilka Salaberry, Osmar Prado, Paulo Ramos e Miriam Pires nos papeis principais.

## Enredo
Aurélia é uma moça bondosa e pobre, que vive com a mãe Emília e o irmão Pedrinho, em uma casa alugada e trabalha na casa da arrogante Adelaide Amaral para ajudar nas contas. O pai dela é filho de um rico fazendeiro que nunca teve coragem de assumir a família humilde, vindo visitá-los uma vez ao mês. A moça se apaixona pelo jornalista Fernando Seixas e é correspondida, porém ele a deixa para se casar com a arrogante Adelaide, que lhe oferece um alto dote que poderá salvar sua família da falência e de ser despejada, enquanto a amada nada tem. Enquanto isso a vida de Aurélia entra em desgraça, quando seu pai é morto por assaltantes e sua mãe sofre um infarto ao descobrir o acontecido. A vida começa a mudar quando ela recebe a herança milionária de seu avô paterno, que lhe reconheceu como neta antes de também morrer e deixou uma das maiores fortunas do Brasil.
Após desaparecer por um ano, Aurélia retorna ao Rio de Janeiro como uma das mulheres mais ricas e sofisticadas do Brasil. Ela tem que lidar, porém, com seu tio Lemos, que entra na justiça para tornar-se tutor de seus bens, uma vez que ela é mulher, tendo como comparsa a governanta Firmina. Aurélia manda que ofereçam à Fernando – que ainda é noivo de Adelaide – um dote três vezes maior para que ele se case com uma moça misteriosa, não deixando que lhe digam que é ela. No dia do casamento, no entanto, ela revela toda a verdade: que mandou "comprar" um marido para expor a todos que Fernando é um interesseiro. Fernando então tem que provar seu real valor no casamento, provando para Aurélia que a ama verdadeiramente e que só fez o acordo para salvar sua família.

## Elenco
| Ator                | Personagem                    |
| ------------------- | ----------------------------- |
| Norma Blum          | Aurélia Lemos Camargo         |
| Cláudio Marzo       | Fernando Seixas               |
| Fátima Freire       | Adelaide Amaral (Amaralzinha) |
| Alberto Pérez       | Sr. Lemos                     |
| Zilka Salaberry     | Firmina Mascarenhas           |
| Osmar Prado         | Torquato Ribeiro              |
| Paulo Ramos         | Eduardo Abreu                 |
| Miriam Pires        | Camila Seixas                 |
| Felipe Wagner       | Manuel Tavares do Amaral      |
| Cleyde Blota        | Maria do Carmo Amaral         |
| Lúcia Alves         | Maria Seixas (Mariquinhas)    |
| Ivan Setta          | Afonso Tadeu                  |
| Fausto Rocha Jr.    | Alfredo Moreira               |
| Elisa Fernandes     | Nicota Seixas                 |
| Roberto Bolant      | Emílio Camargo                |
| Talita de Miranda   | Santa                         |
| Maria do Rocio      | Lísia Soares                  |
| Nestor de Montemar  | Fagundes                      |
| Gracinda Freire     | Donana                        |
| André Valli         | Armando                       |
| Cléa Simões         | Anastácia                     |
| Darcy de Souza      | Bernardina                    |
| Carlos Duval        | Cerqueira                     |
| Chica Xavier        | Rosa                          |
| Antônio Pompeo      | João de Deus                  |
| Norma Sueli         | Norma Santiago                |
| Pietro Mário        | Távora                        |
| Solange Radislovich | Matilde                       |
| Roberto Murtinho    | Pedro Camargo                 |

### Participações especiais
| Ator            | Personagem                |
| --------------- | ------------------------- |
| Aurimar Rocha   | Armando                   |
| Juan Daniel     | Mascate                   |
| Ida Gomes       | Emília Camargo            |
| Mary Daniel     | Cortesã                   |
| Moacyr Deriquém | Professor de Afonso Tadeu |
| Paulo Fortes    | Mário (Tenor)             |
| Suely Franco    | Cantora de ópera          |
| Vanda Costa     |                           |
| Antônio Victor  | Sr. Lourenço Camargo      |

## Exibição
Foi reprisada pela primeira vez entre 5 de abril a 23 de julho de 1976, às 13h30, substituindo Helena e sendo substituída por sua antecessora original, O Noviço.
Foi reprisada pela segunda vez no programa TV Mulher entre 01 de dezembro de 1980 a 06 de março de 1981 substituindo Uma Rosa com Amor e sendo substituída por Anjo Mau.

## Adaptações
Esta é a quarta adaptação brasileira da obra, visto que a TV Paulista apresentou uma versão em 1953 e a Rede Tupi apresentou duas, uma em 1962 e outra em 1971. A versão de 1971 foi adaptada por Ody Fraga com o título O Preço de um Homem. Arlete Montenegro e Adriano Reys atuaram nos papéis principais.
Em 2005 Marcílio Moraes e Rosane Lima somaram à espinha dorsal de Senhora, dois outros romances de José de Alencar, "Lucíola" e "Diva", para escrever a telenovela Essas Mulheres, produzida pela Record. Christine Fernandes e Gabriel Braga Nunes viveram Aurélia Camargo e Fernando Seixas nessa versão.
Em 2025, a TV Globo produz outra adaptação da obra mas, desta vez, como um enredo na telenovela Garota do Momento. Nele, a "TV Ondas do Mar" apresenta uma versão de "Senhora" em que os personagens Beatriz (Duda Santos) e Cássio Cavalcanti (Daniel Rangel) interpretam os protagonistas Aurélia e Fernando, respectivamente.

## Trilha sonora
1. "Quem Sabe?" - Francisco Petrônio e Dilermando Reis
2. "Ontem Ao Luar" - Paulo Tapajós
3. "Aurélia" - Orquestra Waltel Branco
4. "Recordando" - Orquestra Romanza

Sonoplastia: Paulo Ribeiro